# Jost Dotzinger
Jost Dotzinger est un tailleur de pierre, maître d’œuvre et architecte originaire du Saint-Empire romain germanique et actif principalement en Alsace de 1451 à 1470. Il est notamment connu pour avoir occupé le poste de maître d’œuvre de la cathédrale de Strasbourg de 1452 à sa mort vers 1470. Il a également été maître suprême de toutes les loges de tailleurs de pierre du Saint-Empire romain germanique à partir de 1459. 
On lui doit en particulier les fonts baptismaux de la cathédrale de Strasbourg et le chœur de l’église Saint-Pierre-le-Vieux de Strasbourg, ainsi que plusieurs plans et dessins.

## Biographie
La date de naissance de Jost Dotzinger n’est pas connue avec précision, mais il est établi qu’il était originaire de la ville de Worms et qu’il y a probablement appris le métier de tailleur de pierre, sa marque se retrouvant dans l’église Notre-Dame. Par ailleurs, son père, Johannes Dotzinger, a été maître d’œuvre de la cathédrale de Bâle en 1432-1433 et son fils était également présent sur le chantier à cette date. Bien qu’il ne soit pas directement mentionné, la proximité stylistique entre le Saint-Sépulcre de l’église abbatiale de Wissembourg et ses réalisations ultérieures pourrait également être le signe de sa présence dans cette ville vers 1450.
Jost Dotzinger rejoint le chantier de la cathédrale de Strasbourg en 1451, d’abord en tant que parlier, puis devient maître d’œuvre en 1452,. Il commence alors à travailler sur les fonts baptismaux, qui sont posés dans le transept nord en 1454. Il travaille ensuite de 1455 à 1460 à l’édification du chœur de l’église Saint-Pierre-le-Vieux de Strasbourg. Il s’agit de sa dernière réalisation d’ampleur, car il doit se consacrer à partir de 1459 à une importante restauration de la cathédrale, endommagée par un incendie, qui n’est achevée que dix ans plus tard.
En tant que maître d’œuvre, il ne doit pas seulement s’occuper de construction, mais remplit également un rôle de juge et de conseil, non seulement auprès des autres ateliers de cathédrales, mais aussi de manière plus générale de toutes les personnes impliquées dans la construction de monuments. Ces missions deviennent d’autant plus importantes qu’en 1459, l’atelier de Strasbourg est nommé loge suprême du Saint-Empire romain germanique par l’ensemble des tailleurs de pierre réunis en congrès à Ratisbonne; cela signifie que le maître d’œuvre de Strasbourg est le juge ultime dans tous les conflits touchant à la profession et renforce son statut de référence.
La date exacte de sa mort n’est pas non plus connue, il est mentionné une dernière fois en 1470 et en 1472 le poste de maître d’œuvre est vacant, l’intérim étant rempli par Konrad Vogt. Jost Dotzinger a eu un fils, Niklaus, qui a peut-être succédé brièvement à son père, car il est mentionné en tant que werkmeister dans un document de 1468; il est cependant décédé avant 1475.

## Œuvres

### Plans et dessins

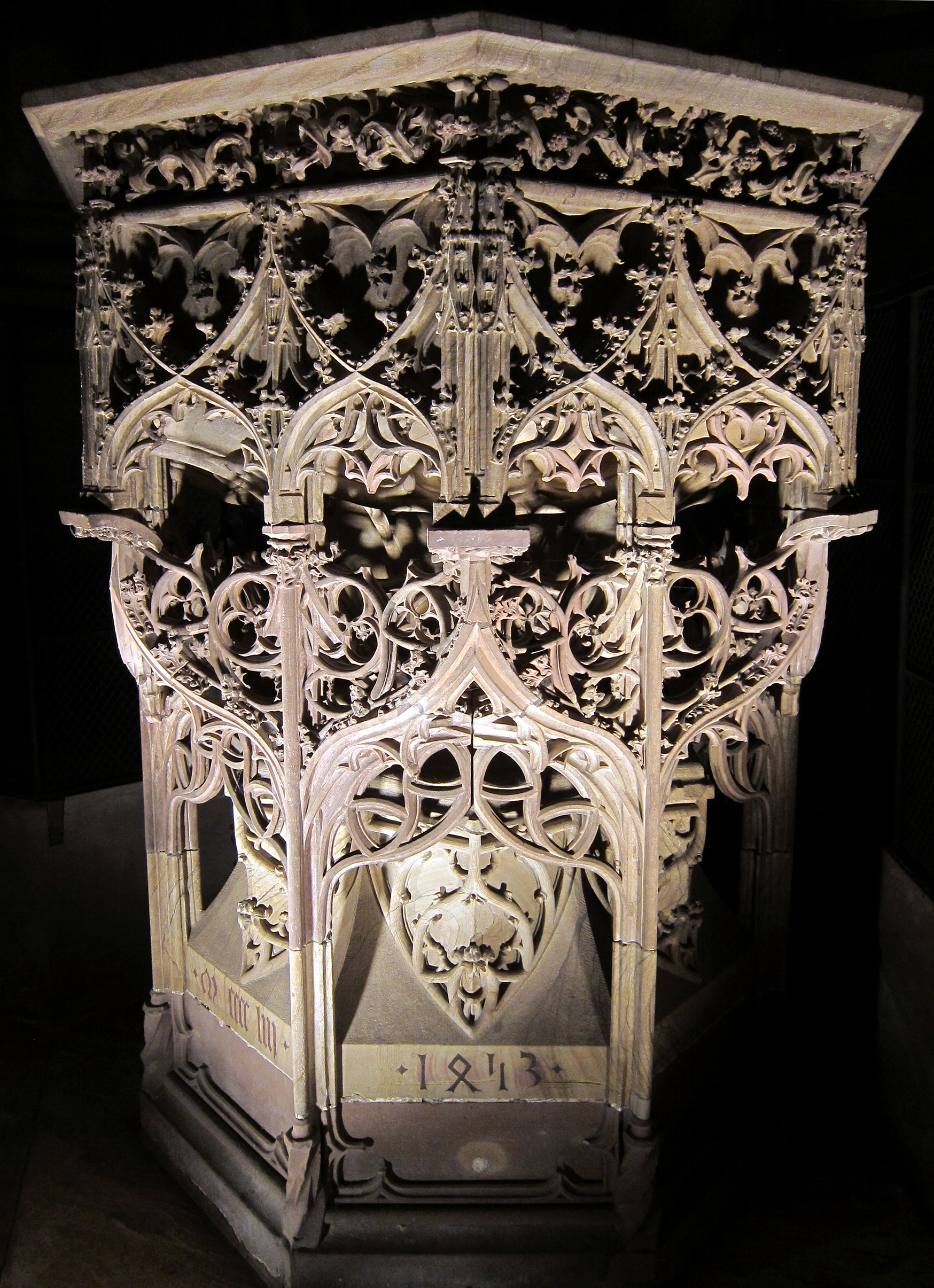
Les fonts baptismaux de Jost Dotzinger dans la cathédrale de Strasbourg.

- Plan de la flèche de la cathédrale de Strasbourg, Victoria & Albert-Museum, Londres (3550)[5];
- Plan des fonts baptismaux de la cathédrale de Strasbourg, Akademie der bildenden Künste Wien (16.845)[6];

### Éléments architecturaux

#### Cathédrale de Strasbourg
- Fonts baptismaux (1452-1454) ;
- Toitures (disparues), voûtes et balustrades de la nef, restauration à la suite d'un incendie (1459-1469) ;
- Voûtes de la haute-tour.

Bien que la flèche ait été officiellement terminée en 1439, le travail n’était en réalité pas tout à fait achevé: les voûtes des tours étaient volontairement restées inachevés, afin de permettre le treuillage des matériaux vers le sommet du chantier. Dotzinger réalisa ainsi les voûtes de la haute-tour, tandis que celles de la tour nord furent réalisés par son successeur Hans Hammer.
- Escalier de jonction nord entre la nef et le massif occidental

Cette opération visa à corriger un défaut de conception dans les coursives des parties hautes, que Dotzinger a peut-être constaté lors de sa restauration des toitures de la nef: il n’y avait en effet alors aucun moyen de se rendre directement des coursives hautes de la nef au massif occidental, ce qui imposait un trajet pénible pour se rendre de l’une à l’autre. Il résolut ce problème en ajoutant un escalier droit supporté par un arc entre la coursive nord de la haute-nef et le deuxième étage du massif occidental. Cet escalier est par ailleurs doté à chaque extrémité d’un petit portail sculpté.
- Restauration du chœur, avec ajout de remplages gothiques aux baies romanes.

#### Autres lieux
- Chœur de l’église Saint-Pierre-le-Vieux de Strasbourg (détruit au XIXe siècle);